# 亀山村 (千葉県)
亀山村（かめやまむら）は、千葉県君津郡（望陀郡）にかつて存在した村である。

## 地理
- 現在の君津市の南東部、旧上総町の南部に位置する。
- 村域はほとんどが山がちな地形である。
- 村は小櫃川の上流域に位置する。

## 歴史
村名は、かつて存在した亀山郷に由来する。

### 沿革
- 1889年（明治22年）4月1日 - 町村制施行により、折木沢村、川俣村、豊田村、笹村、藤林村、滝原村、蔵玉村、黄和田畑村、草河原村、香木原村、坂畑村、釜生村、四方木村と加名盛村飛地が合併し、望陀郡亀山村が発足。
- 1897年（明治30年）4月1日 - 望陀郡が統合されて君津郡となる。
- 1936年（昭和11年）3月25日 - 久留里線久留里駅 - 上総亀山駅間の開業により上総亀山駅が開業。
- 1944年（昭和19年）12月16日 - 久留里線の久留里駅 - 上総亀山駅間が営業休止。
- 1947年（昭和22年）4月1日 - 久留里線の久留里駅 - 上総亀山駅間が営業再開。
- 1954年（昭和29年）
  - 6月1日 - 大字四方木の一部が安房郡天津町に編入される。
  - 10月1日 - 久留里町、松丘村と合併して上総町を新設。同日亀山村廃止。

### 変遷表
| 亀山村村域の変遷表 | 亀山村村域の変遷表 | 亀山村村域の変遷表 | 亀山村村域の変遷表  | 亀山村村域の変遷表 | 亀山村村域の変遷表        | 亀山村村域の変遷表  | 亀山村村域の変遷表                                                | 亀山村村域の変遷表     | 亀山村村域の変遷表 |
| 1868年 以前        | 1868年 以前        | 1868年 以前        | 明治元年 - 明治22年 | 明治22年 4月1日    | 明治22年 - 昭和19年       | 明治22年 - 昭和19年 | 昭和20年 - 昭和64年                                               | 平成元年 - 現在        | 現在               |
| ------------------ | ------------------ | ------------------ | ------------------- | ------------------ | ------------------------- | ------------------- | ----------------------------------------------------------------- | ---------------------- | ------------------ |
| 望陀郡             |                    | 折木沢村           | 折木沢村            | 亀山村             | 明治30年4月1日 君津郡発足 | 亀山村              | 昭和29年10月1日 上総町 昭和45年9月28日 君津町 昭和46年9月1日 市制 | 君津市                 | 君津市             |
| 望陀郡             | 滝原村             |                    |                     | 亀山村             | 明治30年4月1日 君津郡発足 | 亀山村              | 昭和29年10月1日 上総町 昭和45年9月28日 君津町 昭和46年9月1日 市制 | 君津市                 | 君津市             |
| 望陀郡             |                    | 川俣村             | 明治10年 川俣村     | 亀山村             | 明治30年4月1日 君津郡発足 | 亀山村              | 昭和29年10月1日 上総町 昭和45年9月28日 君津町 昭和46年9月1日 市制 | 君津市                 | 君津市             |
| 望陀郡             | 押込村             |                    | 明治10年 川俣村     | 亀山村             | 明治30年4月1日 君津郡発足 | 亀山村              | 昭和29年10月1日 上総町 昭和45年9月28日 君津町 昭和46年9月1日 市制 | 君津市                 | 君津市             |
| 望陀郡             | 月毛村             |                    | 明治10年 川俣村     | 亀山村             | 明治30年4月1日 君津郡発足 | 亀山村              | 昭和29年10月1日 上総町 昭和45年9月28日 君津町 昭和46年9月1日 市制 | 君津市                 | 君津市             |
| 望陀郡             |                    | 菅間田村           | 明治10年 豊田村     | 亀山村             | 明治30年4月1日 君津郡発足 | 亀山村              | 昭和29年10月1日 上総町 昭和45年9月28日 君津町 昭和46年9月1日 市制 | 君津市                 | 君津市             |
| 望陀郡             | 野中村             |                    | 明治10年 豊田村     | 亀山村             | 明治30年4月1日 君津郡発足 | 亀山村              | 昭和29年10月1日 上総町 昭和45年9月28日 君津町 昭和46年9月1日 市制 | 君津市                 | 君津市             |
| 望陀郡             | 笹村               |                    |                     | 亀山村             | 明治30年4月1日 君津郡発足 | 亀山村              | 昭和29年10月1日 上総町 昭和45年9月28日 君津町 昭和46年9月1日 市制 | 君津市                 | 君津市             |
| 望陀郡             | 藤林村             |                    |                     | 亀山村             | 明治30年4月1日 君津郡発足 | 亀山村              | 昭和29年10月1日 上総町 昭和45年9月28日 君津町 昭和46年9月1日 市制 | 君津市                 | 君津市             |
| 望陀郡             |                    | 蔵玉村             | 明治7年 蔵玉村      | 亀山村             | 明治30年4月1日 君津郡発足 | 亀山村              | 昭和29年10月1日 上総町 昭和45年9月28日 君津町 昭和46年9月1日 市制 | 君津市                 | 君津市             |
| 望陀郡             | 門生村             |                    | 明治7年 蔵玉村      | 亀山村             | 明治30年4月1日 君津郡発足 | 亀山村              | 昭和29年10月1日 上総町 昭和45年9月28日 君津町 昭和46年9月1日 市制 | 君津市                 | 君津市             |
| 望陀郡             | 黄和田畑村         |                    |                     | 亀山村             | 明治30年4月1日 君津郡発足 | 亀山村              | 昭和29年10月1日 上総町 昭和45年9月28日 君津町 昭和46年9月1日 市制 | 君津市                 | 君津市             |
| 望陀郡             | 草河原村           |                    |                     | 亀山村             | 明治30年4月1日 君津郡発足 | 亀山村              | 昭和29年10月1日 上総町 昭和45年9月28日 君津町 昭和46年9月1日 市制 | 君津市                 | 君津市             |
| 望陀郡             | 香木原村           |                    |                     | 亀山村             | 明治30年4月1日 君津郡発足 | 亀山村              | 昭和29年10月1日 上総町 昭和45年9月28日 君津町 昭和46年9月1日 市制 | 君津市                 | 君津市             |
| 望陀郡             | 坂畑村             |                    |                     | 亀山村             | 明治30年4月1日 君津郡発足 | 亀山村              | 昭和29年10月1日 上総町 昭和45年9月28日 君津町 昭和46年9月1日 市制 | 君津市                 | 君津市             |
| 望陀郡             | 釜生村             |                    |                     | 亀山村             | 明治30年4月1日 君津郡発足 | 亀山村              | 昭和29年10月1日 上総町 昭和45年9月28日 君津町 昭和46年9月1日 市制 | 君津市                 | 君津市             |
| 望陀郡             |                    | 四方木村           | 四方木村            | 亀山村             | 明治30年4月1日 君津郡発足 | 亀山村              | 昭和29年6月1日 天津町に編入 昭和30年2月11日 天津小湊町            | 平成17年2月11日 鴨川市 | 鴨川市             |

## 人口・世帯

### 人口
総数 [単位： 人]
| 1891年（明治24年） | 3,288 |
| 1921年（大正10年） | 3,845 |

### 世帯
総数 [単位： 世帯]
| 1921年（大正10年） | 598 |

## 交通

### 鉄道
- 日本国有鉄道（ → 東日本旅客鉄道）
  - ■久留里線
    - 上総亀山駅

### 道路
- 久留里街道